# Хайнань
Хайна́нь (кит.: 海南; піньінь Hǎinán, укр. — південь моря) — розташована на однойменному острові провінція на півдні Китаю. Столиця і найбільше місто — Хайкоу. Інші важливі міста — Санья, Дунфан, Даньчжоу, Цюнхай.
Населення 8,18 млн осіб (28-е місце серед провінцій; дані 2004 р.).

## Географія

### Погода і клімат
Хайнань — другий за величиною (після Тайваню) острів в Південнокитайському морі. Клімат вологий субтропічний, тропічний. Середньорічна температура повітря на острові + 24 °С, води — + 26 °C. Понад 300 днів у році стоїть ясна сонячна погода. Часовий пояс — UTC+8.

## Адміністративний поділ
Провінція поділяється на 4 міських округи (разом із містом Саньша на де-факто керованих КНР Парасельських островах) та т. зв. «підрозділи повітового рівня безпосередньо підпорядковані центральному уряду провінції Хайнань» (кит.: Hăinán Shĕngzhíxiáxiàn Jíxíngzhèng Qūhuà): 5 з цих повітів є міськими, а 6 — автономними (переважно народу Лі).
| Карта            | №                   | Українська назва   | Китайська назва                  | Піньінь |
| ---------------- | ------------------- | ------------------ | -------------------------------- | ------- |
|                  | Міські округи       |                    |                                  |         |
| 1                | Хайкоу              | 海口市             | Hăikŏu Shì                       |         |
| 2                | Санья               | 三亚市             | Sānyà Shì                        |         |
| 3                | Даньчжоу            | 儋州市             | Dānzhōu Shì                      |         |
| Міські повіти    |                     |                    |                                  |         |
| 4                | Цюнхай              | 琼海市             | Qiónghăi Shì                     |         |
| 5                | Ваньнін             | 万宁市             | Wànníng Shì                      |         |
| 6                | Учжишань            | 五指山市           | Wŭzhĭshān Shì                    |         |
| 7                | Дунфан              | 东方市             | Dōngfāng Shì                     |         |
| 8                | Веньчан             | 文昌市             | Wénchāng Shì                     |         |
| Повіти           |                     |                    |                                  |         |
| 9                | Ліньгао             | 临高县             | Língāo Xiàn                      |         |
| 10               | Ченмай              | 澄迈县             | Chéngmài Xiàn                    |         |
| 11               | Дін'ань             | 定安县             | Dìng'ān Xiàn                     |         |
| 12               | Туньчан             | 屯昌县             | Túnchāng Xiàn                    |         |
| Автономні повіти |                     |                    |                                  |         |
| 13               | Чанцзян-Ліський     | 昌江黎族自治县     | Chāngjiāng Lízú Zìzhìxiàn        |         |
| 14               | Байша-Ліський       | 白沙黎族自治县     | Báishā Lízú Zìzhìxiàn            |         |
| 15               | Цюнчжун-Лі-Мяоський | 琼中黎族苗族自治县 | Qióngzhōng Lízú Miáozú Zìzhìxiàn |         |
| 16               | Ліншуй-Ліський      | 陵水黎族自治县     | Língshuĭ Lízú Zìzhìxiàn          |         |
| 17               | Баотін-Лі-Мяоський  | 保亭黎族苗族自治县 | Băotíng Lízú Miáozú Zìzhìxiàn    |         |
| 18               | Ледун-Ліський       | 乐东黎族自治县     | Lèdōng Lízú Zìzhìxiàn            |         |
| Спірні території |                     |                    |                                  |         |
| 19               | Саньша              | 三沙市             | Sānshā Shì                       |         |

## Економіка
На острові є плантації манго, бананів, ананасів, кави, чаю і кокосів. Промисловість сконцентрована в північній частині острова, в районі столиці острова — міста Хайкоу. У Хайкоу розвинена індустрія відпочинку і розваг, широка мережа готелів різного рівня. У 2014 році було завершено будівництво космодрому Веньчан, в районі однойменного міста, близько космодрому планується відкрити тематичний парк, присвячений китайській космічній програмі.

## Галерея

Краєвиди провінції Хайнань
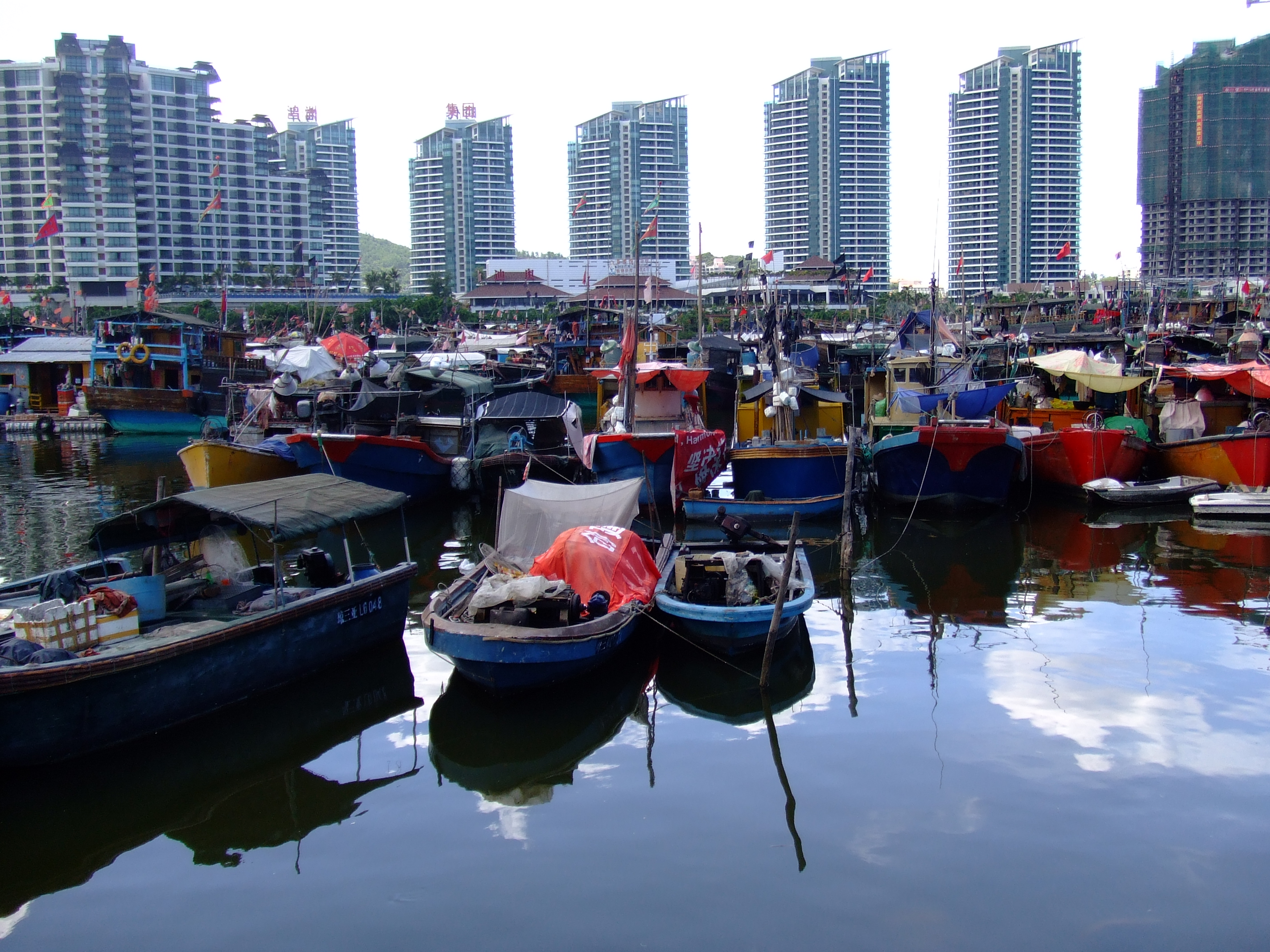
Санья
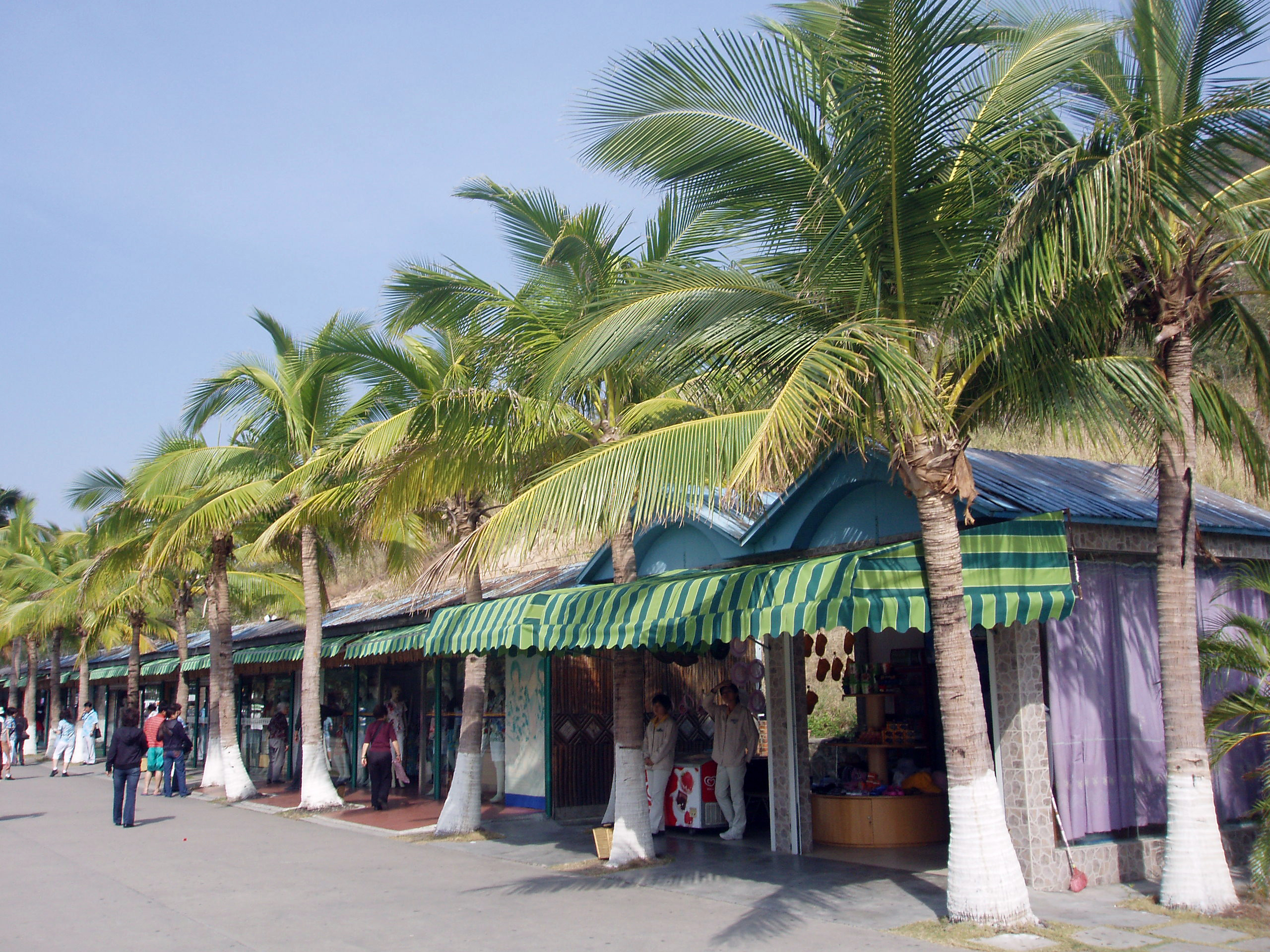
Вулиці Саньї
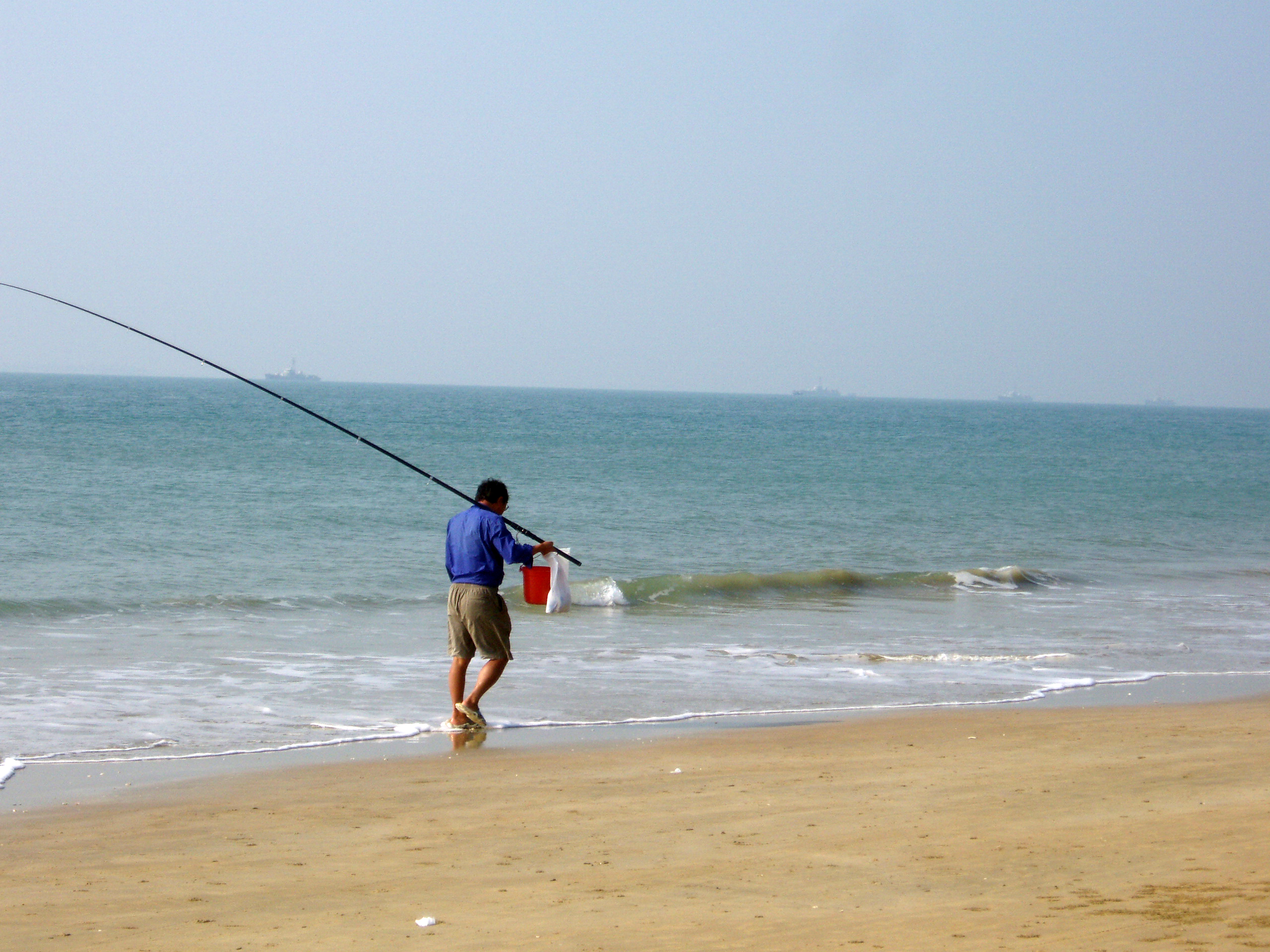
Пляжі Саньї
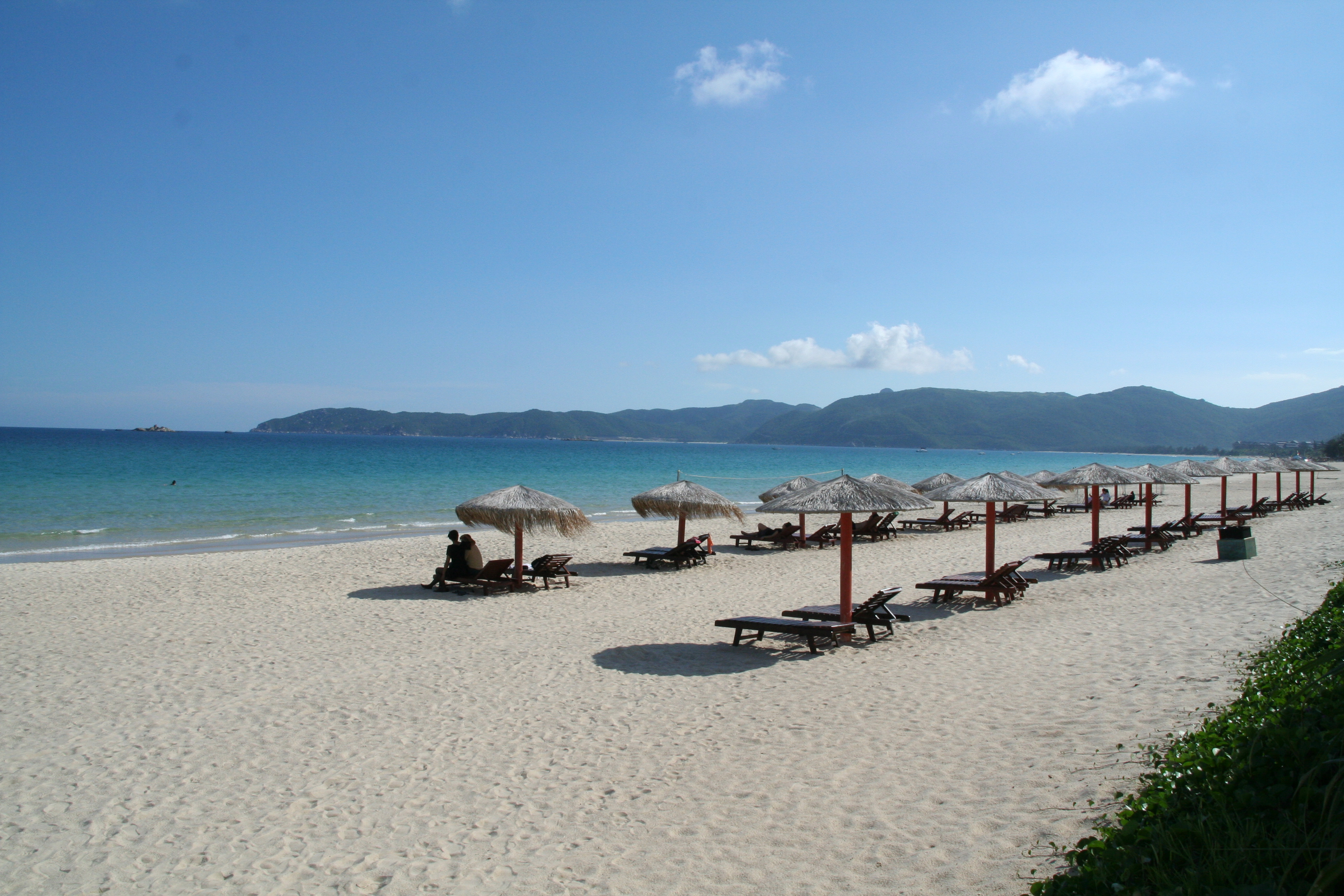
Пляжі Хайнаню